# Átcsavarásos és szálvonásos öltéscsoport
Az átcsavarásos és szálvonásos öltések olyan öltésfajták, melyek áttört vagy csipkeszerű felületet adnak. 
Ha az alapanyagra a többnyire hamis lapos öltéssel előöltéseket hímezünk, és ezeket csavarjuk át vagy szőjük be, úgy a felületen képződik az alapanyagból kiemelkedő mintázat. 
A szálvonásos munkáknál az alapanyagot ritkítjuk (szálakat húzunk ki belőle), majd az így keletkezett függőleges szálakat csavarjuk különböző módokon. Ez a minta belesimul az alapanyagba. Szakmai körökben röviden azsúrnak nevezik az ilyen típusú kivarrást.

## Egyszerű átcsavarás
Készítése: Egyenlő hosszúságban és azonos távolságra egymástól, apró, függőleges öltéseket készítünk hamis lapos öltéssel. A sor elkészülte után visszafordulunk, s  a hímzőfonalat az öltéskékben vezetjük úgy, hogy a tű felváltva alulról-felülről haladjon át rajtuk. A szálat lazán hagyjuk, s így az hullámos lesz. 
Az előkészítést kisméretű előöltésekkel (férc) vízszintesen is végezhetjük, de visszafordulás után az előzőekben leírtak szerint járunk el. A minta hatása más lesz. 
Hosszú, álló, hamis laposöltésekre kétszeresen átcsavart „horgos” hímeket készíthetünk, illetve ezek öt soros átcsavarása a „pénz” motívum.

## Darázsolások
Darázsolásnak nevezzük a ráncok lefogásának hímzéssel készült változatát. Három munkafázissal készül:
- A ráncolás elkészítése előöltéssorokkal.
- Tartófonalak befűzése hamis lapos öltésekkel. Ezt a ránc kiemelkedő peremén végezzük el, minden ráncra két alapszál esik. (Ezek a lapos öltések 5-6 cm-esek is lehetnek.)
- Az alapfonalak becsavarása, „rostélyozás” vagy darázsolás.

### Soros darázsolás
Két sor ismétlődéséből álló minta. Az első soron a kettős tűzőöltéshez hasonló módon fogjuk le a ráncokat. A munkát végig jobbról balra öltött szálcsavarással készítjük, és haladáskor mindig felülről nyúlunk a tűvel az újabb szálkötegek alá. Balról jobbra haladva készítjük a hol 4, hol 2 szálon haladó zegzug vonalas sorokat. 
1. Kezdés: a két szélső alapszálat balról magunktól kifele hajtott hímzőfonallal átcsavarjuk.
2. Utána hozzáfogjuk a következő két alapszálat magunk felé hajlított száltartással. Keletkezik egy 4 szálat átfogó csavart öltés az előző két szálas öltés alatt elhelyezkedve, ezt alsó átfogásnak hívjuk.
3. Végül a második pár szálat még külön is átcsavarjuk szintén magunk felé hajlított száltartással a 4 szálat átfogó öltés felett.
4. A következő két szálat hozzáfogjuk kifele hajtott hímzőszállal az előző két szálhoz, miközben keletkezik egy 4 szálat átfogó öltés felül, melyet felső átfogásnak nevezünk.
5. A hozzáfogott két szálat szintén kihajtott száltartással külön is átcsavarjuk, s ez az átcsavarás a 4 szálat átfogó öltés alatt helyezkedik el. A 2. ponttól ismételünk. A sor végén az anyagba öltünk és a munkát megfordítva folytatjuk a darázsolást.

A soros darázsolás sejtszerű mintát ad, ha a keskeny részek csavarását eltolva kétszer, háromszor ismételjük fokozatosan előbbre haladva egy-két szállal.

### Mintázott darázsolások
A sejtszerű mintát felnagyíthatjuk, ha 5-7 szemenként végezzük a rácsozást zegzug vonalban ferde vonalú négyszögeket alkotva. A négyszögek  belső kerületéről indulva színes hímzéssel spirálisan befele haladva tölthetjük ki a négyszöget csavart öltésekkel.

## Csomóöltések
Szimpla csomó készítése: az alapanyagra kihúzzuk a hímzőfonalat, bal kézzel megfogjuk a tövénél és hurkot csavarunk; ezen fűzzük át a tűt, és a száltőhöz vissza öltünk úgy, hogy a hurok még rajta legyen a tű szárán. Előöltünk a következő csomóhoz, és leszorítjuk a szálat.
Dupla csomó készítése: a kihúzott hímzőfonal tövénél egy-két szálat tűre veszünk, majd kétszer átcsavarjuk a fonalat a tű hegyén, és áthúzzuk a tűt a csomón, miközben a csomót szorosan összecsípve tartjuk. Utána a száltőbe visszaöltünk.

## Vastag azsúr
A szőtt használati darabok meghatározott részein néhány szál kihúzásával vagy a szövésnél hézagosra     készített részeket csavart öltésekkel hímezték áttört mintájúra. A vastag azsúr készítése erősebb vászonból készült függönyök, lepedők, abroszok stb. díszítésére szolgált. A hímzőfonál vastagsága az alapanyaghoz igazodott. 

### Sodort azsúr vagy borsó
Alulról felfele haladva és jobbról balra öltve a szálkötegeket szorosan és tömötten átcsavarjuk a hímzőfonállal. Fentről a fonalat úgy hozzuk le, hogy előbb beleöltünk a szegésbe, majd az újabb szálkötegnél leöltünk az alsó vászonszélbe. Utána folytatjuk az átcsavarást.

#### Sodort zegzug azsúr
Baloldalt kezdve, lentről felfele egy szálköteget átcsavarunk, majd mielőtt teljesen betelne, hozzáfogjuk jobbról a mellette lévő újabb köteg szálait, egyszer közösen átsodorjuk azokat, majd a bal oldalit elhagyva, az új szálakkal folytatjuk a csavarást. Mielőtt az alsó szélhez érnénk, hasonlóan járunk el a következő szálköteggel, s így haladunk jobb kéz irányban tovább az alapanyag szálain.

#### Subrikált azsúr
Ennél az öltésmódnál egyidejűleg két szálkötegen dolgozunk, s ezeket váltakozva átcsavarásokkal összeszőjük. A két szálköteg becsavarása után a munka szélébe leöltünk, s folytatjuk a következő két szálkötegen a becsavarást. 

### Lenge azsúröltések
Az öltéseket az anyag hátoldalán készítjük. Elnevezése mutatja, hogy főleg könnyű anyagokból készült terítők, blúzok díszítésénél alkalmazzák.

#### Egyenes azsúr
Az azsúröltéses szálszorítás kifejezés a szálvonás széleinek alapeldolgozását jelenti. Balról jobbra halad a hímzés, a tűvel jobbról balra szúrunk. Hármas vagy négyes kötegenként vesszük fel a szálakat a hímzőtűre, majd a kötegen a hímzőfonalat (cérnát) átcsavarva, egyenletesen  megszorítjuk. Utána függőlegesen leöltünk a szálvonás szélétől pár milliméterre, majd folytatjuk a munkát. A sor végére érve megfordítjuk az anyagot és ugyanazokat a szálkötegeket véve tűre, mint előzőleg dolgozzuk el a szálvonás másik szélét.

#### Fél azsúr
Ha kevés szálat húztunk ki az alapanyagból, elég a szálvonás egyik szélét eldolgozni, ezt nevezik fél azsúrnak.

#### Tört azsúr
Ha a szálvonás másik szélének (második sor készítésénél) eldolgozásánál a már elkészített szálkötegek fele-fele szálát foglaljuk egybe, zegzug vonalú vagy tört azsúrt készítünk. A szálkötegek és az anyagszélek között kis háromszögszerű áttörések keletkeznek.

#### Átfordított azsúr
A szélesebb szálvonásos területen egyenes azsúrt készítünk, majd egy különálló hímzőszállal egymáson átfordítjuk a szálkötegeket. Az átfordítás menete:
1. A második szálkötegre erősítjük a hímzőszálat.
2. A tűvel a második szálköteg alatt visszaöltünk az első szálköteg felett.
3. Balról jobbra az első szálköteg alatt átvezetjük a hímzőfonalat.
4. A harmadik és negyedik szálköteg felett vezetjük a tűt és a kettes ponttól ismételünk, de most a harmadik szálkötegre vonatkoztatva.

A kész munkán az egyenesen vezetett hímzőfonal mindig a páros számú kötegek alatt, a páratlan számú kötegek felett látszik, így a páros köteg fordul át a páratlan kötegen.
Amennyiben elég széles a szálvonásos anyagrész, úgy az átfordítást két szállal is el lehet végezni. Ilyen esetben előbb a kötegek első harmadán, utóbb a harmadik harmadán végezzük el a szálfordítást. A kész munka áttört fonat képéhez hasonlóvá válik.

### Vagdalásos vagy áttört hímzések
A vagdalásos munkák nagyobb felületek kitöltésére alkalmasak. Az előkészítésnél a szőtt anyag vízszintes és függőleges szálaiból is el kell távolítani meghatározott mennyiségű szálat. Így egy lazább szövetű négyzethálós alapanyag keletkezik. A részleges eltávolításra kijelölt szálak végét a minta vonalán sűrű, apró úgynevezett szegőöltésekkel kell eldolgozni, lezárni. A mintán belül maradt szálakat rácsosan balról jobbra haladóan átcsavarják. A kialakított négyzethálók (pl. négy lyuk) kitöltésére  pókhálós beszövést célszerű alkalmazni, vagy torockói keresztszemhez hasonló öltéseket lehet hímezni egy-egy nagyobb lyukba, melyet egyszer-kétszer át kell csavarni. A csillaghoz hasonló motívumokat különböző hosszúságú lapos öltéssel kell hímezni. Az egyes minta részek között a szálak erősítése céljából különböző mintájú négyzetöltést kell alkalmazni.

## Weblap
- http://mek.oszk.hu/02100/02115/html/2-1312.html